# Desoxigenação oceânica

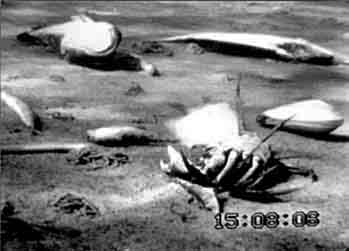
Animais marinhos mortos por desoxigenação no fundo do Mar Báltico, 2006.

A desoxigenação oceânica, fenômeno também conhecido pelo seu nome técnico hipóxia oceânica, é descrita pela redução do nível de gás oxigênio (O2) dissolvido nas águas marinhas. Pode ocorrer naturalmente, mas suas principais causas derivam das atividades humanas, entre elas destacadamente o uso de fertilizantes agrícolas, que acabam carregados para o mar e ali desencadeiam várias reações adversas, e as crescentes emissões de gás carbônico (CO2) para a atmosfera, pela queima de combustíveis fósseis, desmatamento e processos industriais, emissões que tem sido ao mesmo tempo o principal gerador do aquecimento global.
Nas últimas décadas tem sido cada vez mais marcante a interferência humana nas propriedades físicas e químicas das águas de todos os oceanos do mundo, causando um problema de vastas repercussões negativas para a vida marinha em múltiplos níveis e, por consequência, para o bem estar da população humana e para a economia das nações, representando uma das mais importantes causas de declínio da biodiversidade marinha e de degradação de seus ecossistemas, e um dos mais sérios desafios encontrados no manejo dos recursos oceânicos. A desoxigenação ocorre mais acentuadamente nas zonas costeiras e já tem sido objeto de numerosos estudos, mas o fenômeno ainda requer mais pesquisa para uma melhor estimativa dos seus efeitos e compreensão das suas interações com outras ameaças ambientais. As projeções indicam que deve ocorrer um agravamento do problema no futuro próximo se as tendências continuarem inalteradas.

## Os níveis críticos
A definição de uma condição de desoxigenação é um tanto controversa, devido à diferente capacidade dos seres marinhos de responder às variações nas concentrações dos gases dissolvidos na água. Muitos estudos indicam que a desoxigenação ocorre quando o oxigênio desce para uma faixa que vai de 0,28 mg/litro a 4 mg/litro, mas a maioria dos especialistas considera o valor de 2 mg/litro ou mais baixo como definidor do quadro de hipóxia (do grego hypó, menos, e óxis, oxigênio). Este nível desencadeia o colapso das populações de peixes, mas outros organismos sofrem antes de esta faixa ser atingida. Outras condições biológicas, químicas e físicas podem fazer os níveis letais ou sub-letais variarem. O fenômeno é mais estudado nas águas costeiras, e ainda pouco se sabe sobre sua ocorrência e efeitos em alto mar. A desoxigenação ou hipóxia se distingue tecnicamente da anóxia (do grego a, nada, e óxis, oxigênio), quando o oxigênio chega ao nível zero, embora esta seja apenas a forma extrema da desoxigenação.

## Causas

### Naturais

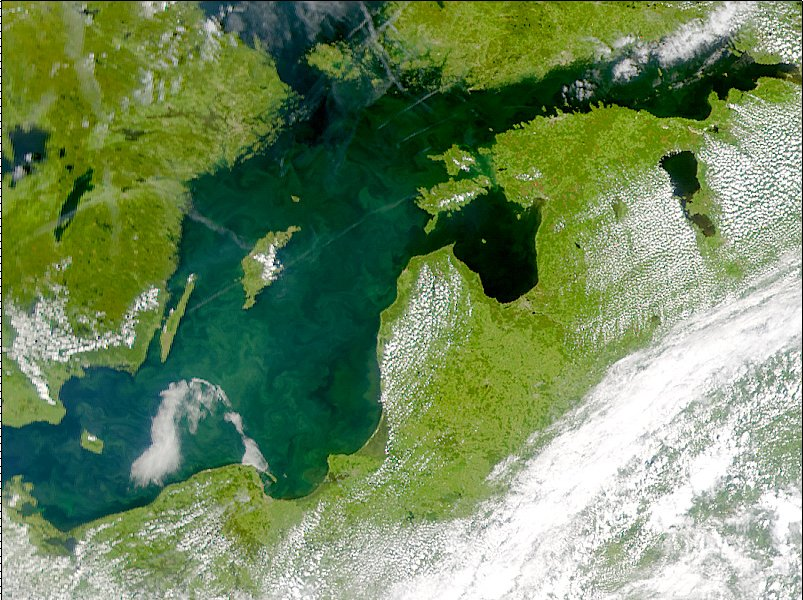
Proliferação de algas no Mar Báltico, 2001.

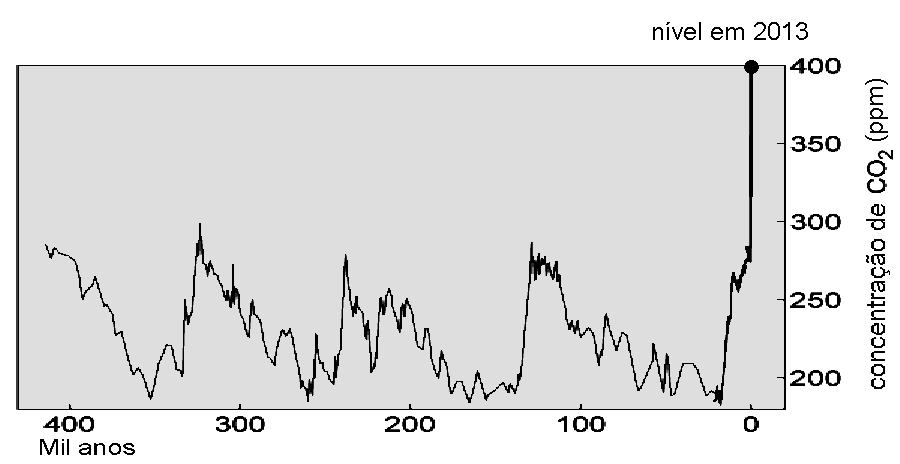
Varição da concentração atmosférica de gás carbônico nos últimos 400 mil anos, observando-se a elevação exponencial no período atual.

Em algumas zonas dos oceanos ocasionalmente ocorrem mudanças naturais que levam à desoxigenação. Um fator comum são os ciclos de proliferação de algas microscópicas (fitoplâncton), as chamadas "marés vermelhas", "marés verdes" (ou de outras cores, conforme o organismo envolvido), que podem consumir a maior parte do oxigênio disponível, levando à redução dos seus níveis. Outras vezes a desoxigenação ocorre em zonas de estuários, onde se forma temporariamente uma camada de água doce sobre a água salgada, impedindo as trocas de gases desta com a superfície, podendo desoxigená-las. Zonas geograficamente fechadas como os fundos de fiordes também podem ter uma limitada circulação natural entre as camadas superiores e inferiores de água, dificultando as trocas gasosas.

### Humanas
Os principais fatores para a desoxigenação por causa humana são as descargas de fertilizantes, esgotos e lixo orgânico, carregados pelos rios contaminados ou lançados diretamente no mar em zonas costeiras, e a impregnação com as crescentes taxas de gás carbônico (CO2) atmosférico, derivado principalmente da queima de combustíveis fósseis, um efeito relacionado ao aquecimento global.
Os fertilizantes, especialmente os compostos fosfatados e nitrogenados, servem como nutriente para espécies vegetais, estimulando o seu crescimento e multiplicação. Originalmente concebidos para uso na agricultura, acabam lixiviados pelas chuvas nos campos, e se infiltram para os aquíferos subterrâneos ou são levados para os rios, e dali encontram seu destino final nos mares. Assim como fazem as plantas terrestres crescer e se multiplicar, têm efeito comparável sobre o fitoplâncton e outros microrganismos marinhos, que aproveitam esta grande fonte de nutrientes e se multiplicam exponencialmente, consumindo muito oxigênio neste processo. Um papel similar é desempenhado pelos esgotos domésticos, alguns efluentes industriais e o lixo orgânico, que constituem uma oferta excepcional de nutrientes, funcionando em última análise também como fertilizantes para as populações microscópicas, como as bactérias saprófitas, fazendo com que se multipliquem e esgotem o oxigênio. A essa oferta excessiva de nutrientes se dá o nome de eutrofização, termo derivado do grego eu, bom, e trophos, alimentação.
Ao mesmo tempo, o crescimento das algas e microrganismos estimula a multiplicação de espécies que se alimentam deles, inflando a cadeia alimentar e produzindo um grande aumento na biomassa do ecossistema. Esses seres multiplicados em algum momento vêm a morrer, disponibilizando novamente grandes quantidades de matéria orgânica para o consumo dos microrganismos, reforçando o ciclo. Porém, em certo ponto, a demanda de oxigênio é tão grande que começa a desoxigenação, podendo chegar a níveis letais, quando ocorrem grandes mortandades de animais e plantas. Em muitas áreas oceânicas este ciclo se perpetua por meses ou indefinidamente, criando as chamadas zonas mortas, que hoje já são mais de 500 em todo o mundo, algumas de vasta extensão, onde pouquíssimas espécies, em geral pequenas ou unicelulares apenas, conseguem sobreviver. Muitos dos microrganismos envolvidos nestes processos, além de consumirem oxigênio, liberam substâncias tóxicas como produto do seu metabolismo, agravando o quadro.
O gás carbônico, por sua vez, atua de maneira diferente mas não menos efetiva, pois os gases dissolvidos na água mantêm, em condições normais, uma proporção relativa que varia muito pouco, e este equilíbrio é o que mantém a vida marinha em florescimento. A elevação da concentração do gás carbônico na atmosfera, emitido hoje em dia em imensas quantidades pela queima de combustíveis fósseis principalmente, e também pelo desmatamento e outros fatores, por uma simples matemática faz com que ele se dissolva em maiores quantidades nas águas, e automaticamente reduz a quantidade de oxigênio dissolvido. Além disso, mudanças na salinidade e acidez das águas, efeitos paralelos do aquecimento global, também interferem nos níveis de oxigenação, embora ainda sejam necessárias mais pesquisas para aperfeiçoar o entendimento de como essas interações ocorrem. A temperatura da água, que tem se elevado em todos os oceanos, interfere diretamente nos níveis dos gases dissolvidos e o aquecimento tanto reduz a concentração de oxigênio quanto afeta a estratificação das massas de água, prejudicando a circulação e a renovação do gás nas camadas mais profundas.

## Impacto

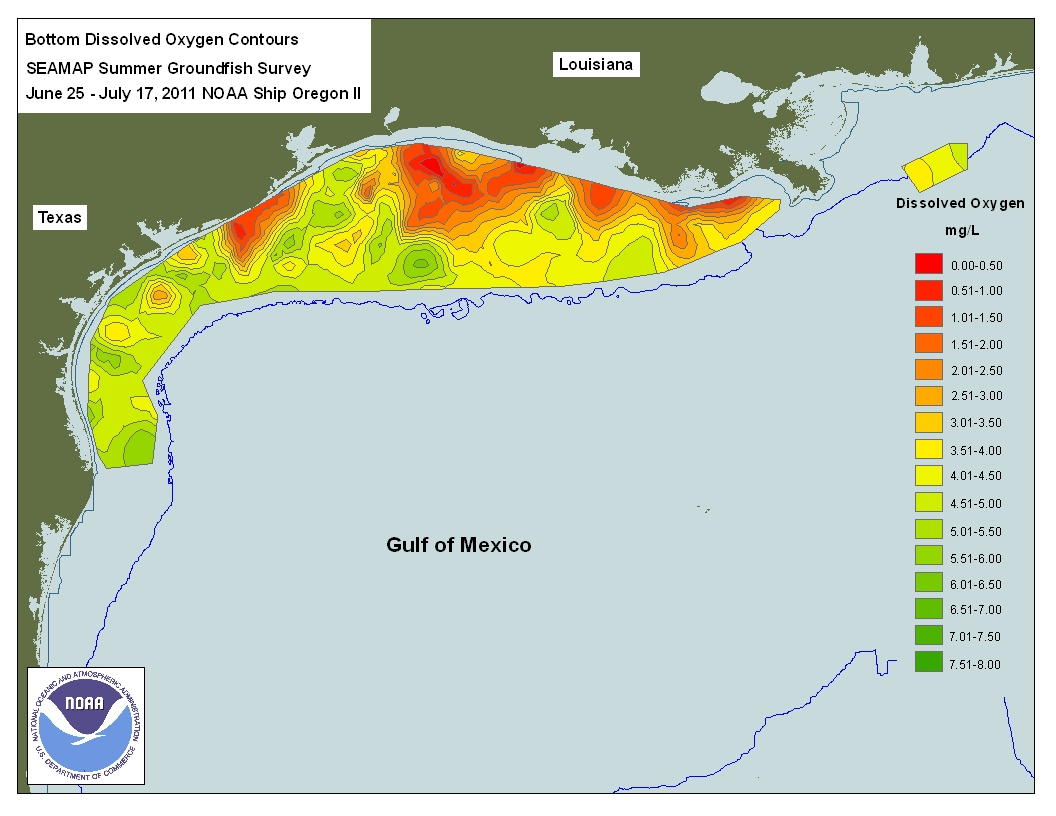
A zona morta do Golfo do México, uma das maiores do mundo.

O oxigênio é um gás essencial à vida da maioria das espécies, que são muito sensíveis às variações em sua concentração. A desoxigenação é uma das maiores causas de perdas na biodiversidade e de degradação dos ecossistemas marinhos. A desoxigenação por causa humana era praticamente desconhecida antes da década de 1950 e desde então tem se ampliado com rapidez, adquirindo os contornos de um problema mundial e ocorrendo principalmente nos litorais, onde se concentram as descargas tóxicas e ocorre a maioria das atividades humanas ligadas ao oceano, como a pesca e a recreação. Entre as zonas mais severamente afetadas estão o Mar Báltico, o Mar Negro e o Golfo do México.
Os níveis de oxigênio dissolvido nas águas oceânicas, em particular nas áreas costeiras, têm declinado acentuadamente nas últimas décadas, levando a episódios de desoxigenação permanente ou transitória de grandes proporções em grandes regiões marítimas. Uma compilação dos resultados de 872 estudos sobre o tema realizada por Vaquer-Sunyer & Duarte concluiu que os locais onde foi diagnosticada desoxigenação têm aumentado 5.54% por ano, acrescentando que "múltiplos estudos realizados em zonas cuidadosamente monitoradas dão evidências de que tem ocorrido um inequívoco aumento no número de zonas hipóxicas e em sua extensão, severidade e duração". Um estudo desenvolvido por uma grande equipe centrado no Golfo do México é ilustrativo, mostrando que a desoxigenação nas águas profundas entre 1985 e 1992 cobria uma área de 8-9 mil km2, mas entre 1993-1999 passou a cobrir 16–20 mil km2.
A desoxigenação oceânica causada pelo homem, a mais perigosa e a quem tem efeitos mais vastos e duradouros, é um problema de grande magnitude no cenário contemporâneo, desencadeando uma série de modificações prejudiciais no equilíbrio ecológico, onde se inclui importante declínio de populações de seres marinhos, podendo levar à extinção de muitas espécies. Quando não leva os seres à morte, causa problemas como redução no crescimento, estresse, baixa fertilidade, aberrações comportamentais, migração forçada, aumento na vulnerabilidade a predadores e doenças e perturbações em todos os ciclos vitais, e pode facilitar a proliferação de espécies invasoras.
À medida que o número de espécies extintas aumenta, e aumenta o número de espécies com populações em declínio, toda a cadeia alimentar dos oceanos é desequilibrada, produzindo efeitos em cascata generalizados e afetando muitas outras espécies indiretamente, que passam a ser igualmente ameaçadas. Ao mesmo tempo, como o homem é dependente em alto grau dos recursos naturais que retira do mar, sendo os peixes, algas, moluscos e crustáceos parte importante da alimentação de uma enorme população humana, naturalmente a desoxigenação oceânica, fazendo desaparecer espécies valiosas para o ser humano, acaba por afetar negativamente a sociedade como um todo.

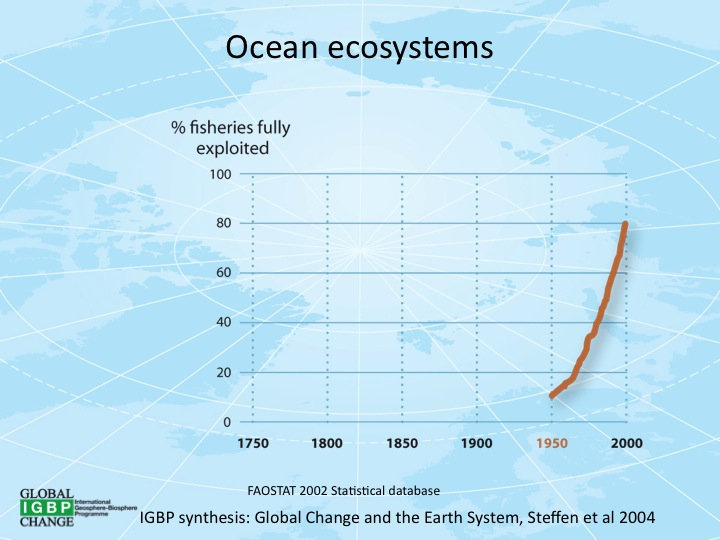
Gráfico mostrando o percentual dos estoques de peixes oceânicos que já foram completamente explorados, que em 2000 chegou aos 80%, um acentuado declínio que se combina aos impactos negativos da desoxigenação.

A desoxigenação é um fator potencializador e é potencializada por outros impactos negativos causados pelo homem sobre o oceano, que atuam combinadamente e que incluem a poluição por outras fontes, o aquecimento e acidificação das águas em função do aquecimento global, a pesca predatória e excessiva e interferências físicas como a destruição dos leitos oceânicos e recifes coralinos pelas redes de pesca de arrasto, o que demonstra a intima relação entre todos os elos da cadeia vital e a importância de sua preservação em condições saudáveis. Com a continuidade das agressões ao meio ambiente marítimo e com a projetada amplificação do aquecimento global no futuro próximo, é esperado que as zonas de hipóxia aumentem em número, tamanho e duração, multiplicando seus efeitos negativos e ameaçando gravemente a sobrevivência não só da vida marinha, mas também da espécie humana.
A economia baseada no oceano tem um valor de pelo menos 3 trilhões de dólares anuais em produtos e benefícios diretos e 21 trilhões em benefícios derivados de serviços ambientais não mercadológicos, e tem ramificações extensas em todos os setores da sociedade, incluindo aspectos sociais e culturais. A atividade pesqueira sozinha contribui com 435 bilhões de dólares por ano para a economia mundial e gera 14 milhões de empregos diretos. Mais de 500 milhões de pessoas em todo o mundo têm suas atividades dependentes do mar em algum grau. Os custos financeiros deste problema ainda não foram bem dimensionados e requerem mais pesquisas, mas sem dúvida são vastos. Os custos biológicos, ecológicos, sociais e culturais seguramente são da mesma maneira elevadíssimos. Avaliações aproximativas de 2012 e 2013 realizadas pelo Programa das Nações Unidas para o Desenvolvimento calcularam que o prejuízo econômico da desoxigenação costeira e da eutrofização pode chegar a 790 bilhões de dólares por ano, sem incluir os custos derivados de outras agressões e dos seus efeitos combinados. O custo de controle e reversão da degradação dos oceanos, por outro lado, é muito pequeno, calculado em apenas 5 bilhões de dólares, mas é necessário que os programas de recuperação de áreas degradadas e limitação nas emissões de gás carbônico e efluentes eutrofizantes sejam implementados em larga escala, o que ainda não ocorre.